# Žárový pohřeb
Žárový pohřeb je způsob pohřbívání, respektive pohřební rituál, kdy je tělo zesnulého zpopelněno.
Žárové pohřby lze rozdělit do dvou skupin – hroby urnové a hroby bez urny. Archeologický výzkum odhalil, že lidé wielbarské kultury popel zesnulých ukládali do kládových rakví.

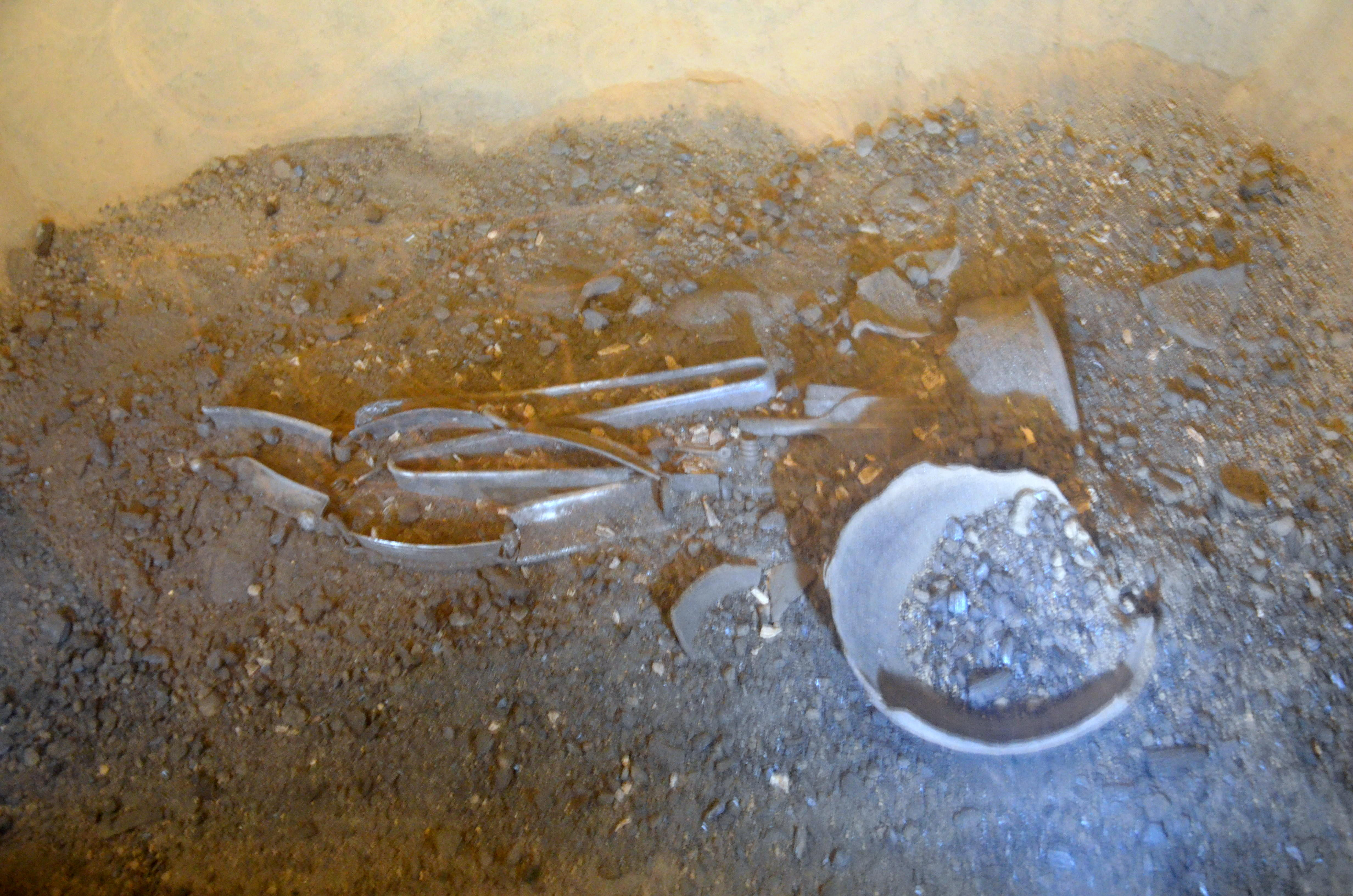
Keltský pohřeb bez urny, 3. století před naším letopočtem, Archeologické muzeum v Krakově.

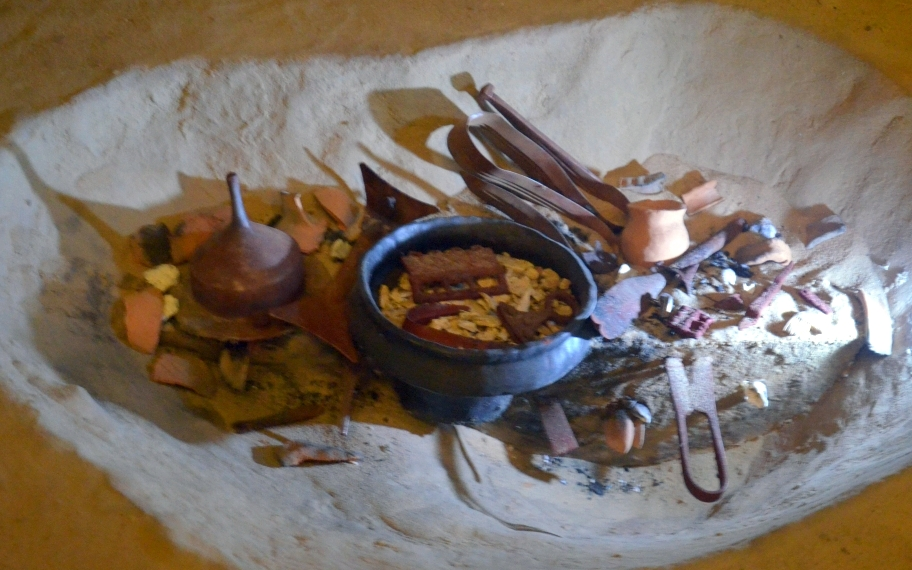
Vandalský urnový pohřeb, 2. století n. l., Archeologické muzeum v Krakově.

Při kremaci těla mohly být osobní předměty zesnulého rituálně spáleny, větší předměty (např. meče) byly navíc ohýbány nebo zlomeny.
Muži byli zpravidla pohřbíváni se zbraněmi a kovářskými nástroji a ženy se sponami, přezkami a vřetenovými přesleny.
Tento způsob byl v Evropě dominantní ve střední době laténské 300 př. Kr. až do roku 100 př. Kr. (regionálně i do 150 př. Kr.).